# سابرينا ستارك
سابرينا ستارك (بالهولندية: Sabrina Starke)‏ هي كاتبة غنائية وموسيقية ومغنية ومغنية مؤلفة وكاتِبة هولندية، ولدت في 9 أغسطس 1979 في باراماريبو في سورينام.

## وصلات خارجية
- الموقع الرسمي
- سابرينا ستارك على موقع ميوزك برينز (الإنجليزية)
- سابرينا ستارك على موقع أول ميوزيك (الإنجليزية)
- سابرينا ستارك على موقع ديسكوغز (الإنجليزية)